# Calligrapha ignota
Calligrapha ignota är en skalbaggsart som beskrevs av Brown 1940. Calligrapha ignota ingår i släktet Calligrapha och familjen bladbaggar. Inga underarter finns listade i Catalogue of Life.

## Bildgalleri

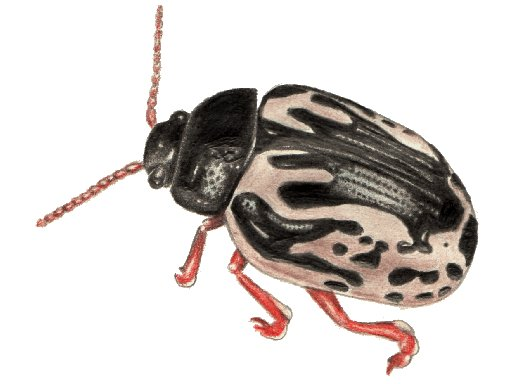